# Partido Obrero Unificado Polaco
El Partido Obrero Unificado Polaco (POUP; en polaco Polska Zjednoczona Partia Robotnicza, abreviado PZPR) fue el partido gobernante en la República Popular de Polonia desde su fundación en 1948 hasta enero de 1990. El nombre del partido hace alusión a los dos partidos que se fusionaron para formarlo, el Partido Socialista Polaco y el Partido Obrero Polaco. Ideológicamente, se basó en las teorías del marxismo-leninismo, con un fuerte énfasis en el nacionalismo de izquierda. El Partido Obrero Unificado Polaco tenía control total sobre las instituciones públicas del país, así como sobre el Ejército Popular Polaco, las agencias de seguridad del Ministerio de Seguridad Pública, la Milicia de ciudadanos, la policía y los medios de comunicación.
El programa estaba basado en las doctrinas del marxismo-leninismo y, aunque no era el único partido reconocido, la constitución del país lo designaba como la "fuerza dirigente en la construcción del socialismo".
A lo largo de su existencia, el PZPR mantuvo estrechos vínculos con partidos ideológicamente similares del Bloque del Este, sobre todo el Partido Socialista Unificado de Alemania, el Partido Comunista de Checoslovaquia y el Partido Comunista  de la Unión Soviética. Entre 1948 y 1954, casi 1,5 millones de personas se registraron como miembros del Partido Obrero Unificado Polaco, y la membresía aumentó a 3 millones en 1980. También entró en un conflicto con el Partido Comunista de Polonia dirigido por el antirrevisionista Kazimierz Mijal y apoyado por China y Albania.
El objetivo principal del partido era imponer la agenda socialista en la sociedad polaca.  El gobierno comunista buscó mejorar el nivel de vida del proletariado, hacer que la educación y la atención médica estuvieran disponibles para todos, establecer una economía planificada centralizada, nacionalizar todas las instituciones y brindar seguridad interna o externa manteniendo una fuerza armada fuerte. Algunos conceptos importados del extranjero, como la agricultura colectiva a gran escala y la secularización, fracasaron en sus primeras etapas. 
El PZPR fue considerado más liberal y pro-occidental que sus contrapartes en Alemania Oriental o la Unión Soviética, y era más reacio a política el bloque con Occidente. Aunque la propaganda se utilizó en los principales medios de comunicación como Trybuna Ludu ("La tribuna del pueblo") y se transmitió por televisión en Dziennik, la censura se volvió ineficaz por mediados de la década de 1980 y fue abolido gradualmente.  En medio de las crisis políticas y económicas en curso, el movimiento de Solidaridad surgió como un importante movimiento social antiburocrático que perseguía el cambio social.
Con el gobierno comunista relajándose en los países vecinos, el PZPR perdió apoyo sistemáticamente y se vio obligado a negociar con la oposición y adherirse a los Acuerdos de la Mesa Redonda, que permitía elecciones democráticas libres y multipartidismo. Las elecciones del 4 de junio de 1989 resultaron victoriosas para Solidaridad, poniendo así fin a 40 años de gobierno comunista en Polonia. El Partido Obrero Unificado Polaco se disolvió en enero de 1990.

## Líderes del PZPR
Por el año 1954 el jefe del partido fue el Primer Secretario del Comité Central:
- Secretario General Bolesław Bierut (22 de diciembre de 1948 – 12 de marzo de 1956)
- Primer Secretario Edward Ochab (20 de marzo de 1956 – 21 de octubre de 1956)
- Primer Secretario Władysław Gomułka (21 de octubre de 1956 - 20 de diciembre de 1970)
- Primer Secretario Edward Gierek (20 de diciembre de 1970 – 6 de septiembre de 1980)
- Primer Secretario Stanisław Kania (6 de septiembre de 1980 – 18 de octubre de 1981)
- Primer Secretario Wojciech Jaruzelski (18 de octubre de 1981 – 29 de julio de 1989)
- Primer Secretario Mieczysław Rakowski (29 de julio de 1989 – 29 de enero de 1990)

## Congresos del PZPR
- I Congreso fundacional del PZPR, en los días 15 de diciembre al 22 de diciembre de 1948
- II Congreso, en los días 10 de marzo al 17 de marzo de 1954
- III Congreso, en los días 10 de marzo al 19 de marzo de 1959
- IV Congreso, en los días 15 de junio al 20 de junio de 1964
- V Congreso, en los días 11 de noviembre al 16 de noviembre de 1968
- VI Congreso, en los días 6 de noviembre al 11 de noviembre de 1971
- VII Congreso, en los días 8 de diciembre al 12 de diciembre de 1975
- VIII Congreso, en los días 11 de febrero al 15 de febrero de 1980
- IX Congreso extraordinario, en los días 14 de julio al 20 de julio de 1981
- X Congreso, en los días 29 de junio al 3 de julio de 1986
- XI Congreso, en los días 27 de enero al 30 de enero de 1990 (último congreso, concluye con la autodisolución)